# لورانس ستيبليفيتش
كان لورنس س.ستبيليفيتش (22 يوليو 1930-14 أغسطس 2022) فيلسوفًا أمريكيًا مرتبطًا باهتمام متجدد بأعمال جورج فيلهلم فريدريش هيجل، خاصة منذ سقوط الاتحاد السوفيتي، مع تركيز أقل على تفسيرات كارل ماركس. مما كان عليه الحال في السابق. كتب ستيبليفيتش أيضًا عن أعمال ماكس شتيرنر.

## التعليم والحياة المهنية
تخرج ستيبيليفيتش من جامعة البوكيرك عام 1954. التحق بالجامعة الكاثوليكية الأمريكية للدراسات العليا، وحصل على درجة الماجستير عام 1957 وحصل على درجة الدكتوراه عام 1963، والتحق بهيئة التدريس بجامعة فيلانوفا عام 1964، وتقاعد عام 1996، أستاذ متقاعد للفلسفة في فيلانوفا.

## المساهمات
ستبيليفيتش هو مؤلف ماكس شتيرنر على طريق الشك (2020). وهو محرر الكتب بما في ذلك القارئ الرأسمالي (1977)، الشباب الهيغليين: مختارات (1983)، فلسفة هيجل في العمل (1983). ومقالات مختارة في GWF Hegel (1993). وهو المترجم إلى اللغة الإنجليزية لكتاب برونو باور بوق الدينونة الأخيرة ضد هيجل والملحد وضد المسيح: إنذار نهائي (1989).
من عام 1977 إلى عام 1996 عمل ستيبليفيتش محررًا في (The Owl of Minerva)، مجلة (Hegel Society of America). كان رئيس الجمعية للفترة 1996-1998.

## روابط إضافية
- محاضرة عن مشكلة ماركس (تسجيل صوتي)